# Де Нотарис, Джузеппе
Джузеппе де Нотарис (итал. Giuseppe de Notaris; 1805—1877) — итальянский ботаник и миколог.

## Биография
Джузеппе де Нотарис родился 18 апреля 1805 года в итальянском городе Милан в семье Антонио и Терезы Терелло. Учился в Милане, в 1830 году окончил Университет Павии по специальности медицины. На протяжении короткого времени после окончания университета Нотарис работал врачом в Милане. В 1832 году он стал работать вместе со своим другом Бальзамо Кривелли в средней школе святого Александра в Милане. Нотарис совершил несколько поездок, во время которых он собирал образцы мхов. Описания видов, определённых Нотарисом, приведены в книге Synopsis Muscorum in agro Mediolanensi hucusque lectorum, изданной в 1833 году. В том же году Джузеппе вместе с Кривелли издал книгу Musci Mediolanenses collecti et editi. В 1834 году Нотарис и ботаники Г. Кунце и М. Райнером путешествовали по горам Вероны и Виченцы. Затем Джузеппе некоторое время работал ассистентом в зоологическом музее Туринского университета. В 1836 году он стал ассистентом Джузеппе Мориса в Ботанических садах Валентино в Турине. Затем Морис и Нотарис посетили остров Капрая, в 1839 году они издали статью Florula Caprariae. В 1837 году Нотарис путешествовал по Сардинии. В 1839 году он сменил на посту профессора ботаники Университета Генуи Доменико Вивиани. 27 декабря 1863 года Нотарис стал ректором Университета Генуи. В 1871 году он стал работать в Римском университете. В 1870 году Джузеппе получил медаль Демазьера Парижской академии наук. Джузеппе де Нотарис скончался 22 января 1877 года в Риме.

## Некоторые научные работы Д. де Нотариса
- Muscologiae italicae spicilegium (1837)
- Syllabus muscorum (1838)
- Micromycetes italici novi vel minus cogniti (1839—1855)
- Algologiae maris ligustici specimen (1842)
- Cenno sulla tribu de' pirenomiceti sferiacei (1844)
- Repertorium florae ligusticae (1844)
- Abrothallus (1845)
- Framenti licenografici (1846)
- Nuovi caratteri di alcuni generi della tribu delle Parmeliaceae (1847)
- Saggio della monographia del genere Discosia (1849)
- Monografia delle escipule della flora italica (1849)
- Osservazioni sulla tribu' delle Peltigeree (1851)
- Osservazioni sul genere Sticta (1851)
- Musci italici (1862)
- Sferiacei italici (1863)
- Proposte di alcune rettificazioni al profilo di Descimiceti (1864)
- Elementi per lo studio delle Desmidiaceae italiche (1867)
- Epilogo della briologia italiana (1869)

## Некоторые организмы, названные в честь Д. де Нотариса
- Denotarisia Grolle, 1971
- Notarisia Hampe, 1837 [syn.  Ptychomitrium Fürnr., 1829]
- Notarisia Pestal. ex Ces., 1856
- Nectriella subg. Notarisiella Sacc., 1883 [syn.  Pseudonectria Seaver, 1909]
- Acolium notarisii Tul., 1852 [syn.  Cyphelium notarisii (Tul.) Blomb. & Forssell, 1880]
- Bryum notarisii Mitt., 1864 [syn.  Brachymenium notarisii (Mitt.) A.J.Shaw, 1987]
- Clypeosphaeria notarisii Fuckel, 1870
- Holcus notarisii Nyman, 1855
- Sphaerocarpos notarisii Mont., 1838 [syn.  Riella notarisii (Mont.) Mont., 1852]